# Исмагилова, Асия Фахретдиновна
Исмагилова Асия Фахретдиновна (род. 3 июля 1952, д. Наратасты Шаранский район БАССР) — доктор биологических наук (1997), заслуженный деятель науки Республики Башкортостан (2004).

## Биография
Асия Фахретдиновна Исмагилова родилась 3 июля 1952 года в деревне Наратасты Шаранского района Башкирской АССР. В 1973 г. окончила ветеринарный факультет Башкирского сельскохозяйственного института. В 1973 г. начала работать старшим лаборантом, младшим научным сотрудником центральной научно-исследовательской лаборатории Башкирского государственного медицинского института г. Уфы. С 1979 -1988 работала ассистентом кафедры зоогигиены и зоологии Оренбургского сельскохозяйственного института, с 1988 - 1997 – старший научный сотрудник лаборатории новых лекарственных средств института органической химии Уфимского научного центра РАН г. Уфы. С 1997-2015 – заведующая кафедрой внутренних незаразных болезней, клинической диагностики и фармакологии Башкирского государственного аграрного университета.
Научные исследования посвящены изучению естественной резистентности организма сельскохозяйственных животных и птиц. При участии Исмагиловой доведены до внедрения новые иммуномодуляторы: Полизон, Политрил, производные пиримидина (МАОП) и производные глицирризиновой кислоты. В 1986 защитила кандидатскую диссертацию, в 1997  защитила докторскую диссертацию. Участвовала в работе 12 Российских национальных конгрессов «Человек и лекарство», национальных конференций Российских аллергологов и клинических иммунологов, в работе 45 конференций в нашей стране и за рубежом, где достойно представляла достижения Башкирских ученых в области ветеринарной фармакологии и токсикологии.
Автор свыше 300 научных работ и 28 изобретений.

## Избранные труды
- Влияние 2-метил 4-амино 6-оксипиримилин (МАОП) на гиперчувствительность замедленного типа / А. Ф. Исмагилова, Ф. С. Зарудий, В. А. Давыдова, Д. Н. Лазарева // Экспериментальная и клиническая фармакология. - 1997. - Т. 60, № 6. - С. 512-518.
- Повышение эффективности антибиотикотерапии производными пиримидина при репаративной регинирации кожи у крыс / А. Ф. Исмагилова, Ф. С. Зарудий, Д. Н. Лазарева. // Антибиотики и химиотерапия. - 1998. - № 3. - С. 19-21.
- Противовоспалительная активность новых производных пиримидина / А. Е. Белов, А. Ф. Исмагилова, Р. Ф. Халимов, Р. Х. Авзалов, И. Р. Кильметова // Актуальные проблемы экспериментальной и клинической фармакологии : материалы конференции (2-5 июня 1999 г.). - Санкт-Петербург, 1999. - С. 24.
- Фармакологическая коррекция иммунитета новыми производными глицирризиновой кислоты / Г. В. Базекин, А. Ф. Исмагилова, С. В. Кузнецов, Р. Ф. Халимов, В. Г. Кирилов, В. Р. Хусаинов // Хозяйственно-питьевая вода и сточные воды: проблемы очистки и использования. - Пенза, 2000. - С. 44-45.
- Влияние некоторых производных пиримидина на репаративную регенерацию кожи лабораторных животных при стрессе / А. Ф. Исмагилова, А. Е. Белов, Р. Ф. Халимов // Экспериментальная и клиническая фармакология. - 2000. - № 4: Т.63. - С. 68 - 69.
- Применение производных пиримидина в ветеринарии : Монография / А. Ф. Исмагилова, А. Е. Белов, Р. В. Гилемханов ; [ред. Г. А. Толстикова] ; М-во сельского хоз-ва РФ, Башкирский ГАУ. - Уфа : Изд-во БГАУ, 2001. - 132 с. : ил. - Библиогр.:с.113-132
- Проблемы сохранности поголовья свиней и пути их решения / А. Ф. Исмагилова, Р. Тухватова // Свиноводство. - 2006. - № 5. - С. 23-24.
- Экспериментальная и практическая токсикология в ветеринарии : учеб. пособие / А. Ф. Исмагилова, И. В. Чудов, С. В. Кузнецов ; М-во образования и науки РФ, Башкирский ГАУ. - Уфа : БашГАУ, 2007. - 346 с. - Библиогр.: с. 344-346.
- Ветеринарная фармация : учеб. пособие / А. Ф. Исмагилова, И. В. Чудов ; МСХ РФ, Башкирский ГАУ. - Уфа : БГАУ, 2008. - 387 с. : табл., рис., портр. - Библиогр.: с. 386-387.
- Маточное вещество медоносных пчел: свойства, синтез, применение в пчеловодстве и шмелеводстве : [монография] / Н. М. Ишмуратова [и др.] ; Российская академия наук, Уфимский институт химии. - Москва : Наука, 2015. - 179 с. - Библиогр. в конце глав.